# Nina Lizell

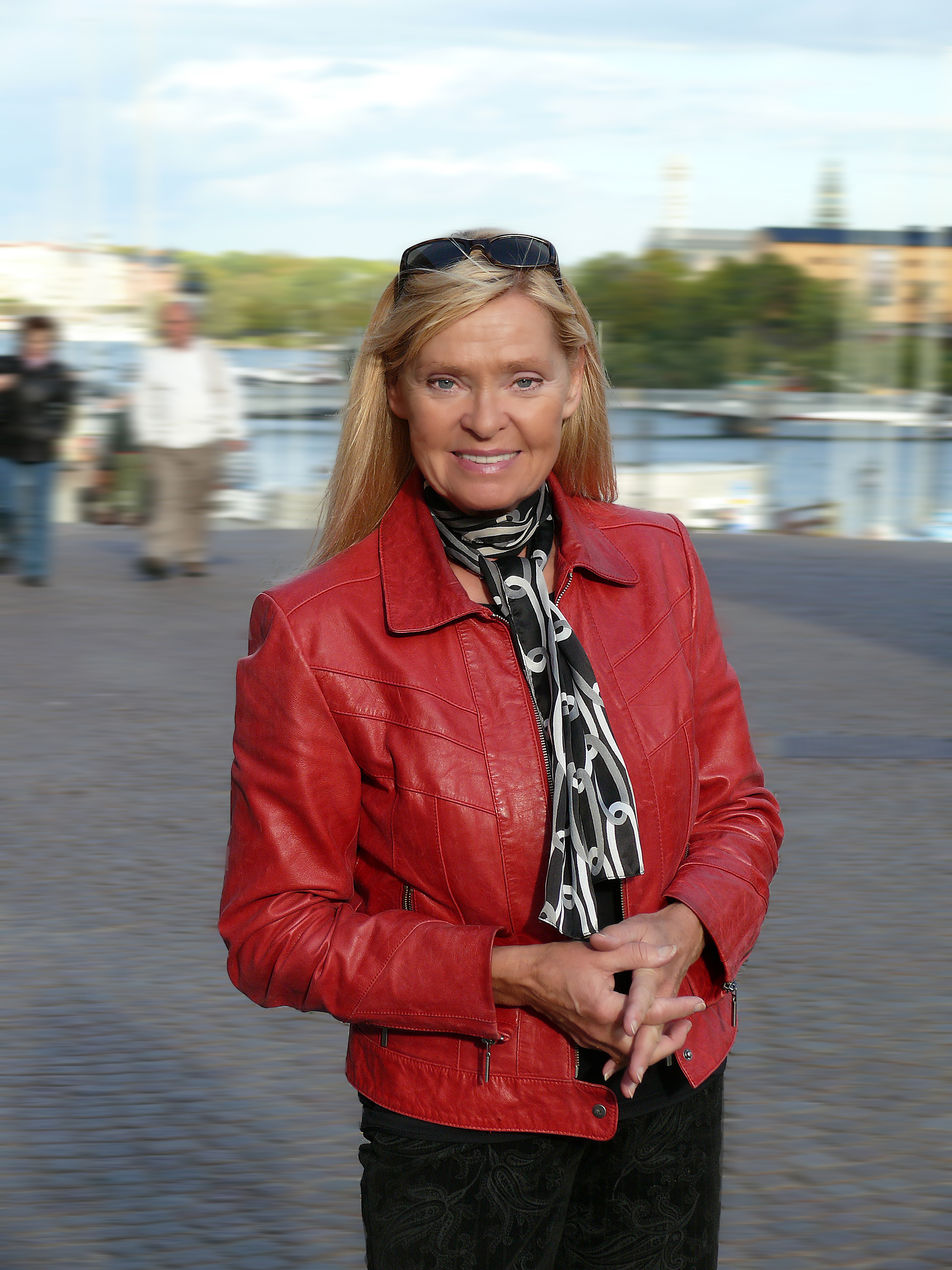
Nina Lizell 2007 in Stockholm

Nina Lizell (* 1. September 1944 in Stockholm) ist eine schwedische Schlagersängerin.

## Leben
Nach dem Abitur in Stockholm absolvierte sie mehrere Fremdsprachenstudiengänge in London, Paris und Genf, mit dem Berufsziel, Stewardess zu werden. Sie begann zu singen und wurde in Schweden schnell populär. Ab 1966 war sie unter anderem auch in Deutschland, wo sie bei einem Talentwettbewerb entdeckt wurde und im selben Jahr auch ihre erste Schallplatte Du gehst vorbei aufnahm. In der ersten Farbfernsehsendung der ARD am 26. August 1967 Gala-Abend der Schallplatte trat sie auf. Beim internationalen Schlagerwettbewerb Goldener Orpheus 1969 in Bulgarien belegte sie den vierten Platz. Mit dem Titel Ein kleiner Teufel steckt in dir nahm sie auch 1970 am Deutschen Schlagerwettbewerb in Mainz teil.
Sie trat sowohl in der BRD als auch in der DDR auf. 1969 feierte sie mit Rauchen im Wald ist verboten ihren ersten Hit in der DDR, der dann 1970 von der Sängerin Bonnie St. Claire auch in der BRD veröffentlicht wurde. Einen weiteren Evergreen schuf sie mit Der Mann mit dem Panamahut. Sie sang in fast allen populären deutschen Fernsehshows wie Galaabend der Schallplatte, Musik aus Studio B, Da liegt Musike drin, Klock 8, achtern Strom, Ein Kessel Buntes, ZDF-Hitparade, Der goldene Schuß und Deutsche Schlager-Festspiele, Zum Blauen Bock. Das ZDF und das Schwedische Fernsehen/SR produzierten mit ihr 1973 die Show Tak heißt Dankeschön. Gemeinsam mit Heiner Stelter moderierte sie am 28. Februar 1987 die Aktuelle Schaubude des Norddeutschen Rundfunks. Insgesamt waren es an die 100 Fernsehsendungen, in denen sie mitwirkte.
Allein ihre AMIGA-LP Nina Lizell verkaufte sich laut Superillu über 1,6 Millionen Mal in der DDR. Lizell hatte auch in Schweden zeitweise eine eigene Fernsehshow und erhielt zusammen mit Lee Hazlewood eine Goldene Schallplatte für den Duett-Titel Vem kan segla förutan vind.
Sie sang u. a. auch im Duett mit Britt Kersten, Ireen Sheer, Horst Köbbert, Hana Buštíková (vom Duo Hana & Dana), Gavin du Porter und Pawel Nowak.
Sie tourte auch durch den Osten Europas sowie Venezuela und Kuba.
Nach ihrer Hochzeit Mitte der 1970er Jahre folgte sie ihrem Mann, dem isländischen Komponisten Thor Baldursson, in die USA nach Los Angeles. 1982 kam Nina Lizell mit ihren Kindern Christian und Carina nach Schweden zurück. Ihr Comeback in Deutschland begann 1996. 1999 erschienen von ihr zwei Maxi-CDs, die beide in die Airplay-Charts kamen, Sag ich brauche dich und Mit dir zu leben.
Lizell spricht neben ihrer Muttersprache Schwedisch auch noch Dänisch, Norwegisch, Deutsch, Englisch und Französisch.
Nina Lizell tritt regelmäßig in Deutschland, den Niederlanden, Schweden und in der Schweiz bei Gala- und Live-Veranstaltungen sowie in Fernsehsendungen auf.
Zu ihrem 70. Geburtstag startete Lizell ein musikalisches Comeback und veröffentlichte neue Titel und ist wieder im Fernsehen präsent.
In der MDR-Weihnachtsshow mit Frank Schöbel war Nina Lizell am 24. Dezember 2014 zu Gast und präsentiert Titel aus ihrem Mini-Weihnachtsalbum Jul, jul, strålande jul (Christmas, Christmas, glorious Christmas / Weihnachten, strahlende Weihnachten).
Ihr 50. Bühnenjubiläum in Deutschland feierte sie in der MDR-Show Musik für Sie im Juni 2017, TV-Premiere feierte da auch ihr Titellied Dankeschön. In Schweden veröffentlichte sie die CD Tusen tack! (50 år som artist) auf dem Label Dos Santos Entertainment.
In Deutschland veröffentlichte sie 2019 die Single Wunder gibt es doch. Zu ihrem 75. Geburtstag wurde im September 2019 das Album Jubiläum veröffentlicht. Im Januar 2020 erhielt sie den smago! Award im Zusammenhang mit 50 Jahre ZDF-Hitparade.

## Diskografie

### Alben
- 1971: Nina Lizell (RCA)
- 1971: Tanzparty mit Nina Lizell (Golden 12)
- 1973: Nina Lizell (Amiga)
- 1974: Nina Lizell (Cam Scandinavia)
- 2009: Musik ist mein Leben (Amiga)
- 2000: Trotzdem ist es Liebe (da -Music)
- 2001: Meine großen Erfolge (bellaphon)
- 2002: Äntligen är jag på väg tillbaka! (LMV)
- 2006: 40 år med er / vilken underbara år ! (LMV)
- 2016: Schlagerlegenden (Cala Millor)
- 2017: Dankeschön (Jubiläums CD zum 50. Bühnenjubiläum in Deutschland) / (Dos Santos Entertainment)
- 2019: Jubiläum (Dos Santos Entertainment)

### Singles
- 1967: Ananas/Wenn dich keiner mehr versteht (Golden 12)
- 1967: Du gehst vorbei/Leer sind die Straßen (Golden 12)
- 1967: Jetzt oder nie/ Wer nicht auf die Liebe warten kann (Golden 12)
- 1968: Man nehme/Sonnenschein und Regen (Golden 12)
- 1968: So ist die Welt/Du hast den Zug verpasst (Golden)
- 1969: ... küssen tu ich lieber (Amiga)
- 1969: Aller Anfang ist schwer (Amiga) - Duett mit Britt Kersten
- 1969: Fahr mit mir Auto (Amiga)
- 1969: Im Lexikon steht nichts von dir/Graf Bobby (Golden 12)
- 1969: Im Schlaraffenland/Mein erster Kuss (Golden 12)
- 1969: Rauchen im Wald (Amiga)
- 1969: Typisch Mann/Der rote Lampion (Golden 12)
- 1970: Aber du lachst aus Liebe/Rede nicht immer nur vom Wetter (Amiga)
- 1970: Das ist das Schöne an Opapa/Du bist keine Träne wert (Golden 12)
- 1970: Ein kleiner Teufel/Der Himmel Nr. 7 (Golden 12)
- 1970: Küss, küss, küss/Love ist die Liebe (Golden 12)
- 1971: Nikedom/Er kommt heute Abend zu mir (Golden 12)
- 1972: Aloha-oe/Mama, die wird mir schon verzeih’n (EMI)
- 1972: Die Farben meiner Liebe/Sand lag am Meeresstrand (EMI)
- 1972: In the middle of the road/Venezuela (EMI)
- 1972: Mach doch kein Geheimnis draus/Wenns nur Mädchen gäb (Amiga)
- 1972: Salto, Salto/Hallo (Amiga)
- 1972: Tanz mit mir/Es regnet Rosen (EMI)
- 1973: Bonjour Tristesse/Lerne mich zu lieben (EMI)
- 1973: Der Mann mit dem Panamahut/Das möcht ich noch einmal erleben (Amiga)
- 1973: Himmel und Erde/Na, was hab ich gesagt (Amiga)
- 1973: Und am Abend/Ich hab ein Herz für dich (Finger)
- 1974: Erinnerung an ihn/Komm’ mein Schatz (Finger)
- 1975: Eins, zwei drei/ Ich kann dir nur Liebe geben (Jupiter)
- 1975: Lass mich bitte nicht warten/Miteinander sucht man Träume (Amiga)
- 1976: Ich wünsch mir ein Kind/Aber dann kam er (Jupiter)
- 1977: Und du willst gehen/Hans, mach die Türe auf (Jupiter)
- 1996: Ich hab´ein Herz voller Liebe (DSR)
- 1997: Piri Piri (DSR)
- 1999: Mit dir zu leben (Funny Artists)
- 1999: Sag' ich brauche dich (Funny Artists)
- 2000: Du bist die süßeste Versuchung (Funny Artists)
- 2000: Trotzdem ist es Liebe (da-Music)
- 2000: Wenn du mich brauchst (Funny Artists)
- 2001: Du hast so ganz nebenbei meine Seele berührt (Funny Artists)
- 2002: Ich träum noch manchmal von Dir (Funny Artists)
- 2002: Immer wieder (Fanny Artists)
- 2003: Bel Ami/ Damals als der Regen kam (da-music)
- 2003: Du bist mehr für mich (Funny Artists)
- 2004: Die Mädchen von San Cristobal (Funny Artists)
- 2005: Kannst du mir treu sein (Funny Artists)
- 2008: Mindestens haltbar (Hitmix-Music)
- 2009: Schenk mir deine Träume heut’ Nacht (CARIBLUE)
- 2014: Bleib bei mir, wenn der Sommer geht (Cala Millor)
- 2014: Jul, jul, strålande jul (Christmas, Christmas, glorious Christmas / Weihnachten, strahlende Weihnachten) (Dos Santos Entertainment)
- 2015: Ich träum von Korfu (Cala Millor)
- 2017: Dankeschön (Dos Santos Entertainment)
- 2019: Wunder gibt es doch (Dos Santos Entertainment)